# Мохиси (Карельский муниципалитет)
Мохиси (груз. მოხისი) — село в Грузии, на территории Карельского муниципалитета края (мхаре) Шида-Картли.

## География
Село находится в центральной части Грузии, в междуречье Западной Проне и Сурамулы, на расстоянии приблизительно 9 километров (по прямой) к северо-западу от города Карели, административного центра муниципалитета. Абсолютная высота — 691 метр над уровнем моря.

## Население
По результатам официальной переписи населения 2014 года в Мохиси проживало 1296 человек (652 мужчины и 644 женщины). В национальной структуре населения грузины составляли 98,9 %, осетины — 0,6 %, русские — 0,2 %.
| Год  | Население, человек |
| ---- | ------------------ |
| 2002 | 1330               |
| 2014 | ↘ 1296             |